# Hoplodactylus delcourti
El gecko de Delcourt (Gigarcanum delcourti) es una especie gigante de gecko de Nueva Caledonia extinta desde la segunda mitad del siglo XIX. Alcanzaba un tamaño de 60 cm de largo, con eso llega a ser la especie de gecko más grande que se conozca.

## Historia
Solo se conserva una muestra del gecko que fue "descubierta" en el sótano del Museo de historia natural de Marsella en 1986, pero los orígenes y la fecha de su recogida siguen siendo un misterio total. Sin embargo, los científicos que examinaron el holotipo en el museo por primera vez lo describieron como Hoplodactylus delcourti, colocándolo entonces en el género Hoplodactylus, endémico de Nueva Zelanda. Además hipotizaron que H. delcourti podría ser "kawekaweau", el legendario lagarto gigante del bosque de la tradición oral maorí.
Un estudio siguiente del 1994 en el cual se trató obtener el ADN del animal no tuvo éxito.En 2016 Trevor Worthy sugirió que el espécimen procedía de una isla de Nueva Caledonia y no de Nueva Zelanda, debido a la falta de pruebas fósiles del lagarto en Nueva Zelanda, a pesar de la abundancia de restos de todas las demás especies conocidas de geckos neozelandeses.Esto fue confirmado por la secuenciación del ADN mitocondrial del espécimen en 2023, que reveló que la especie está anidada dentro de los géneros de Diplodactylidae de Nueva Caledonia, en lugar de los de Nueva Zelanda, y el ADN era lo suficientemente distintivo como para justificar su colocación en el nuevo género Gigarcanum. En el análisis del ADN, las relaciones de parentesco de los geckos de Nueva Caledonia estaban mal resueltas, pero en general se encontró que Gigarcanum estaba más estrechamente emparentado con los géneros de Nueva Caledonia Eurydactylodes, Mniarogekko o Rhacodactylus.

## Etimología
El nombre del género, Gigarcanum, está formado por las palabras latinas "gigas" (gigante) y "arcanum" (arcano), que hacen referencia al tamaño extraordinario del animal y a su origen misterioso.
La muestra en el Museo de historia natural de Marsella fue descubierta por Alain Delcourt - de ahí el nombre científico del animal.

## Descripción

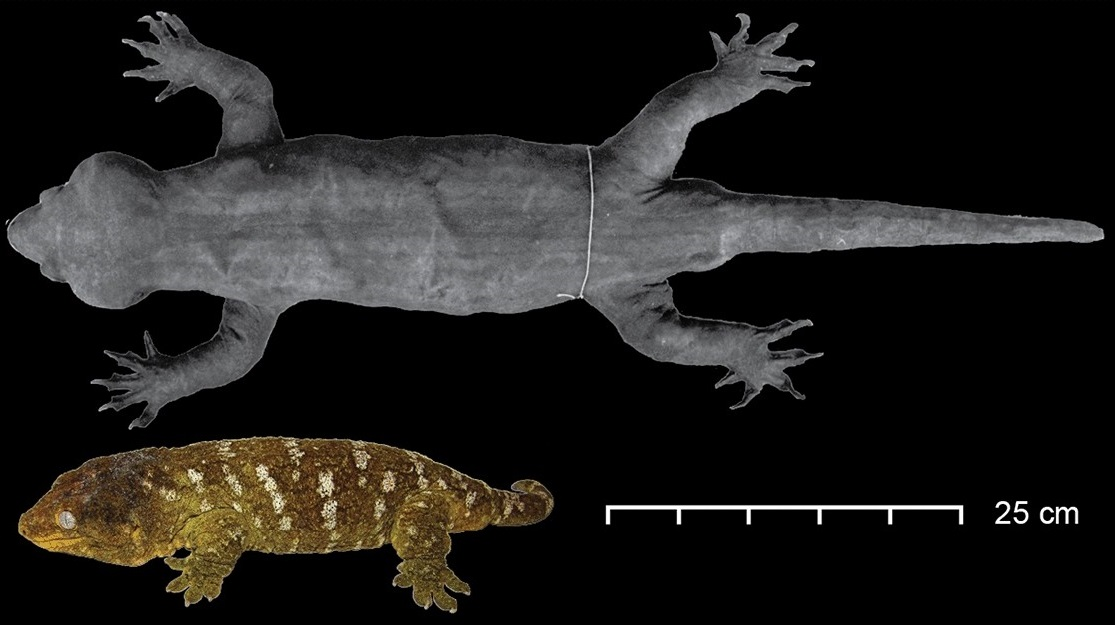
Comparación entre el tamaño del holotipo (arriba) y Rhacodactylus leachianus

Gigarcanum delcourti, con una longitud desde el hocico hasta la cloaca de 37 cm y una longitud total (incluida la cola) de al menos 60 cm, es un 50% más largo y probablemente más pesado que el geco vivo más grande, Rhacodactylus leachianus, también de Nueva Caledonia. El cuerpo es robusto y la cola es cónica, cilíndrica y débilmente anillada. El cráneo es grande y ocupa aproximadamente el 20% de la distancia entre el hocico y la cloaca. Los dedos tienen garras y presentan (como todos los geckos) zonas adhesivas, que en este caso son rectangulares y anchas. El color del cuerpo es marrón amarillento, con rayas marrón rojizo oscuro que recorren la parte superior del cuerpo.

## Ecología
Por comparación con sus parientes vivos, se estima que era un animal arborícola nocturno. Es probable que su dieta consistiera principalmente en artrópodos, pero también es posible que consumiera fruta estacionalmente. Probablemente ponía dos huevos a la vez, como todos los demás gecos de Nueva Caledonia conocidos, aunque no se puede determinar si era vivíparo u ovíparo.<ref name=":0">

## Extinción
Gigarcanum delcourti probablemente ya era extremadamente raro en la época de la colonización de Nueva Caledonia a mediados del siglo XIX, dada la ausencia de otras descripciones de la especie.